# Ololygon ranki
Ololygon ranki é uma espécie de anfíbio da família Hylidae. Endêmica do Brasil, onde pode ser encontrada apenas nos municípios de Poços de Caldas e Pedralva, no estado de Minas Gerais.